# Hovhannès IV d'Ova
Hovhannès IV d'Ova ou Hovhannēs IV Ovayec‘i (en arménien Հովհաննես Դ Օվայեցի) est Catholicos de l'Église apostolique arménienne de 833 à 855.

## Biographie
Hovhannēs IV est originaire d’Ova dans le Kotayk. Homme humble et de caractère doux, il vit selon les principes les plus rigides des règles monastiques.
Dans la troisième année de son catholicossat, Khâlid al Djawad ibn -Yazid ibn Maziyad est rappelé par le calife et le gouvernement de l’Arménie est confié au prince Bagrat II Bagratouni, le fils aîné du prince Achot IV Bagratouni.
En 841, le Catholicos, calomnié auprès du prince Bagrat II et de son frère le sparapet Smbat VIII Bagratouni, qui voulaient le déposer, doit se retirer au monastère d'Ayrivank. Grigor-Soupan Ier, fils de Sahak II et prince de Siounie occidentale (831-851), s’entremet en sa faveur pour lui faire rendre justice par une assemblée d’évêques.
En 852, afin de faire rentrer dans l’obéissance les féodaux arméniens et les émirs musulmans locaux qu’il juge trop indépendants, le calife Jafar al-Mutawakkil envoie en Arménie des armées commandées par un officier turc, Bogha al-Kabir, nommé dans les chroniques « Bogha le Turc ». Ce dernier ravage le Vaspourakan, soumet les émirs d’Arzen et de Tiflis avant de dévaster l’Albanie du Caucase et la Siounie. Il capture le sparapet Smbat Ablabas qui est déporté à Samarra. Les massacres sont si importants que le Catholicos Hovhannès IV doit établir une fête en l’honneur des martyrs mis à mort par l’émir Bogha le Turc.
Fuyant les persécutions de ce dernier, le Catholicos doit se réfugier au couvent de Makénots en Gegharkunik, sur la rive occidentale du lac Sevan où il meurt le cœur brisé en 855.